# Riikka Sirviö
Riikka Sirviö (Kajaani, 11 de abril de 1974) es una deportista finlandesa que compitió en esquí de fondo. Ganó una medalla de bronce en el Campeonato Mundial de Esquí Nórdico de 1997, en la prueba de relevo.

## Palmarés internacional
| Campeonato Mundial | Campeonato Mundial  | Campeonato Mundial | Campeonato Mundial |
| Año                | Lugar               | Medalla            | Prueba             |
| ------------------ | ------------------- | ------------------ | ------------------ |
| 1997               | Trondheim (Noruega) | Medalla de bronce  | Relevo 4 × 5 km    |